# NGC 7210
NGC 7210 est une très vaste galaxie lenticulaire relativement éloignée et située dans la constellation de Pégase. Sa vitesse par rapport au fond diffus cosmologique est de 9 189 ± 41 km/s, ce qui correspond à une distance de Hubble de 135,5 ± 9,5 Mpc (∼442 millions d'al). NGC 7210 a été découverte par l'astronome britannique John Herschel en 1827. Cette galaxie a été redécouverte par Lewis Swift le 3 aout 1886 et elle a été inscrite au New General Catalogue sous la désignation NGC 7487.
En raison d'une brillance de surface égale à 14,80 mag/am2, on peut qualifier NGC 7210 de galaxie à faible brillance de surface (LSB en anglais pour low surface brightness). Les galaxies LSB sont des galaxies diffuses (D) avec une brillance de surface inférieure de moins d'une magnitude à celle du ciel nocturne ambiant.

## Découverte
La description donnée par Herschel pour NGC 7210 est « extrêmement pâle, circulaire, plus brillante au milieu et deux étoiles très pâles au nord-ouest ». La position inscrite par Herschel est 22h 06m 22,2s et 27° 06′ 31″, mais il n'y a rien à cette position ni près de celle-ci. Ainsi, jusqu'à tout récemment, NGC 7210 était considéré comme un objet perdu ou inexistant. Cependant, en avril 2016, Harold Glenn Corwin s'est rendu compte qu'Herschel avait fait une erreur sur la position d'une heure en ascension droite et d'un degré en déclinaison. Cette position est à environ 1,4 minute d'arc au nord-ouest de PGC 70496 et la description d'Herschel décrit correctement cette galaxie. Puisqu'il n'y a rien d'autre près de cette position, l'identification est certaine.